# Erro (cráter)

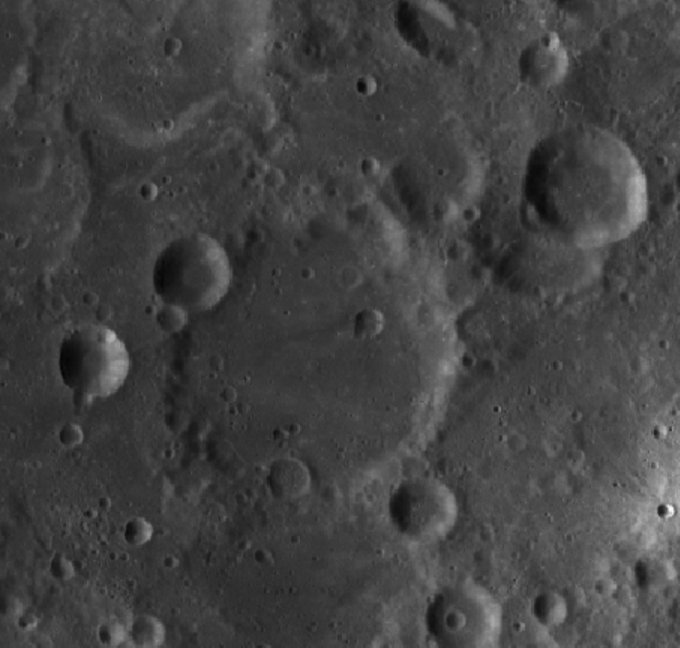
Fotografía de la misión
Lunar Reconnaissance Orbiter

Erro es un cráter de impacto que yace más allá de la extremidad oriental de la Luna, en la cara oculta tal como se considera desde la Tierra. Está situado en la franja este de la llanura irregular que une el Mare Marginis al noroeste con el Mare Smythii al oeste-suroeste. Esta parte de la superficie lunar es observable desde la Tierra durante libraciones favorables. Sin embargo, incluso en esos momentos no es posible apreciar demasiado detalle, porque los bordes obstruyen la visión del centro. Es nombrado en honor al astrónomo mexicano Luis Enrique Erro Soler.
|  |

Cerca de Erro se hallan los cráteres Babcock al oeste-suroeste, Saenger al este-sureste, y Dreyer hacia el norte-noroeste.
Este cráter tiene una borde bajo y fragmentado, que solo se eleva ligeramente por encima de la superficie circundante. La lava que formó las llanuras un tanto irregulares que lo rodean ha invadido el interior del cráter, dejándolo a nivel, prácticamente sin rasgos distintivos. Las secciones más intactas del borde se localizan a lo largo de los lados norte y noreste. El cráter satélite Erro V se une al borde exterior hacia el noroeste, con un cráter más pequeño insertado en el lado sur. Otro pequeño cráter aparece en la parte noreste del suelo interior.

## Cráteres satélite
Por convención estos elementos son identificados en los mapas lunares poniendo la letra en el lado del punto medio del cráter que está más cerca de Erro.
|      | \| Erro \| Coordenadas \| Diámetro \| \| ---- \| ---------------------------- \| -------- \| \| D \| 6°48′N 100°30′E / 6.8, 100.5 \| 30 km \| \| J \| 4°36′N 99°24′E / 4.6, 99.4 \| 15 km \| \| K \| 3°48′N 99°36′E / 3.8, 99.6 \| 17 km \| \| T \| 5°36′N 96°54′E / 5.6, 96.9 \| 16 km \| \| V \| 6°18′N 97°48′E / 6.3, 97.8 \| 18 km \| |          |
| Erro | Coordenadas | Diámetro |
| D    | 6°48′N 100°30′E / 6.8, 100.5 | 30 km    |
| J    | 4°36′N 99°24′E / 4.6, 99.4 | 15 km    |
| K    | 3°48′N 99°36′E / 3.8, 99.6 | 17 km    |
| T    | 5°36′N 96°54′E / 5.6, 96.9 | 16 km    |
| V    | 6°18′N 97°48′E / 6.3, 97.8 | 18 km    |